# Abhibhavayatana
 (décembre 2015).

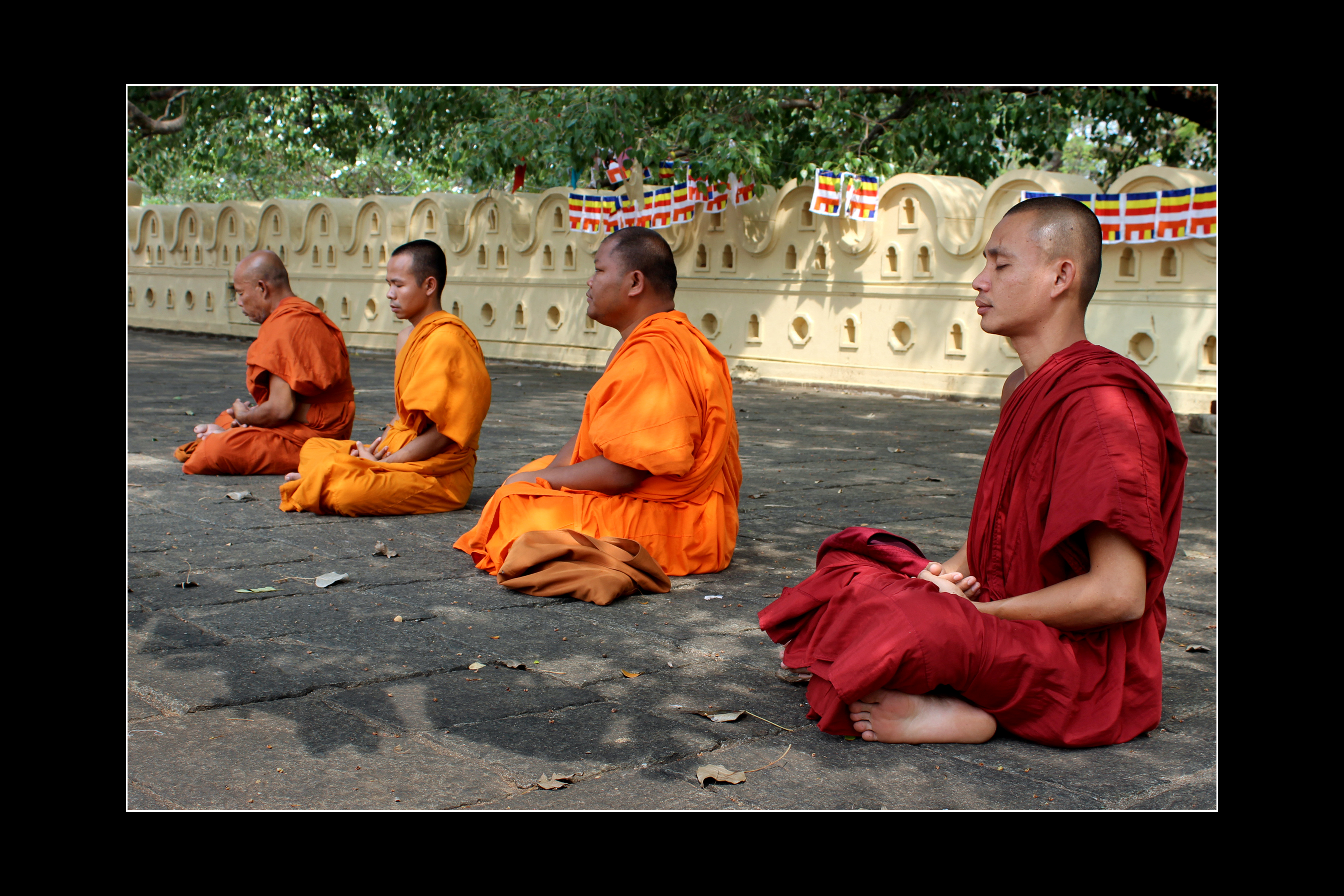
La méditation

Abhibhavayatana est un terme sanskrit qui définit un concept du bouddhisme à savoir les huit niveaux de maîtrise sur les domaines des perceptions. Huit niveaux sont ainsi reconnus, niveaux qui doivent être contrôlés par la méditation. Le but est de restreindre au mieux l'attirance de l'esprit pour les sphères des sens afin de se focaliser sur la méditation et les royaumes subtils.